# Landkreis Schaumburg
Landkreis Schaumburg är ett distrikt (Landkreis) i det tyska förbundslandet Niedersachsen.

## Administrativ indelning
I förvaltningsrättslig mening finns i modern tid ingen skillnad mellan begreppet Stadt (stad) gentemot Gemeinde (kommun).

### Einheitsgemeinden
| - Auetal - Bückeburg (stad) | - Obernkirchen (stad) | - Rinteln (stad) | - Stadthagen (stad) |

### Samtgemeinde
| - Samtgemeinde Eilsen - Samtgemeinde Lindhorst | - Samtgemeinde Nenndorf - Samtgemeinde Niedernwöhren | - Samtgemeinde Nienstädt - Samtgemeinde Rodenberg | - Samtgemeinde Sachsenhagen |